# Dittrichova hrobka
Dittrichova hrobka je mauzoleum továrnické rodiny Dittrichových v Krásné Lípě. Bylo postaveno v letech 1888–1889 v novorenesančním slohu podle návrhu předního německého architekta Julia Carla Raschdorffa (1823–1914). Svým zpracováním je hrobka na území Česka a celé střední Evropy ojedinělá. Od roku 2007 patří mezi nemovité kulturní památky.
Dittrichovi patřili k nejvýznamnějším průmyslnickým rodinám v severních Čechách. Zejména v textilním průmyslu zaměstnávali stovky lidí. V hrobce je v sarkofágu ze zeleného diabasu pohřben Carl August Dittrich starší, ve výklenku za ním je uložena urna s popelem Carla Dittricha mladšího. Je zde pochována i manželka Dittricha staršího a Carlova sestra Alžběta Hielle s manželem Eduardem.

## Historie
Na počátku 70. let 19. století začalo jednat vedení rozrůstajícího se města Krásná Lípa o rozšíření kapacitně nevyhovujícího hřbitova u kostela svaté Máří Magdaleny. Jednání biskupské konzistoře s městem však ztroskotala, a tak bylo rozhodnuto o vybudování nového městského hřbitova. Pozemek o výměře 14,4 hektaru u okresní silnice směřující do Doubice daroval místní továrník Carl August Dittrich (1853–1918), majitel textilní továrny Hielle & Dittrich. Nový hřbitov začal sloužit v říjnu 1882. Jižně od jeho areálu dal v letech 1888–1889 postavit továrník Dittrich honosné mauzoleum. Zpracováním plánů pověřil německého architekta Julia Carla Raschdorffa (1823–1914), profesora berlínské technické vysoké školy. Návrhy umělecké výzdoby zpracoval krásnolipský malíř August Frind (1852–1924). Rodinná hrobka nebyla určená jen k pohřbívání příslušníků rodiny Dittrichových. Sloužily se zde zádušní mše, během kterých prostor vytápěla kotelna umístěná asi 25 metrů západně od hrobky. Vytápění mělo patrně také za úkol udržovat teplotu vhodnou k uložení ostatků. Roku 1894 byla hrobka elektrifikována.
Po odsunu německého obyvatelstva nebyla hrobka využívána, chátrala a také ji poničili vandalové. V roce 1989 už byl na hrobku zpracovaný demoliční výměr, zboření odvrátila sametová revoluce. Na počátku 21. století se objevily snahy o vyhlášení památkové ochrany a také o rekonstrukci. Hrobka je tak od roku 2007 kulturní památkou České republiky, přesto však nadále chátrá. Důvody jsou zejména vysoká finanční náročnost rekonstrukce a složité majetkoprávní vztahy. Vlastníkem pozemku pod hrobkou je město Krásná Lípa, samotná stavba však patřila České republice. Roku 2017 projevilo město Krásná Lípa zájem získat stavbu do svého vlastnictví, podmínkou však bylo zastřešení a vyřízení povolení pro rekonstrukci ze strany státu. V roce 2018 získal mauzoleum darem od státu spolek Omnium, který měl zajistit postupnou rekonstrukci, ale nestalo se tak. Aktivitami spolku Omnium s podezřením na dotační podvody se začala zabývat policie. Hrobku nakonec za symbolických 10 tisíc korun v roce 2023 získalo město Krásná Lípa s tím, že co nejdříve zajistí zastřešení chátrajícího objektu.

## Popis
Novorenesanční hrobka stojí na půdorysu řeckého kříže, přičemž jižní stěnu doplňuje půlválcová apsida. Svažitý terén vyrovnává kamenná terasa. Jako stavební materiál byly použity pálené cihly, vnější stěny jsou však obloženy pískovcem. Předsazený kamenný sokl chybí v severním vstupním průčelí. Značně poškozenou střechu tvoří průnik dvou sedlových střech. Výtvarné pojetí interiéru svěřil Carl Dittrich malíři Augustu Frindovi. Na jeho návrh zpracoval drážďanský ateliér Christiana Anemüllera (1844–1890). Podle Frindových návrhů byl též zpracován oltář, lavice, klekátka, mřížka, osvětlení a vstupní brána do parku, většina mobiliáře se však nedochovala. Zatékáním poničený cyklus deseti fresek na stěnách hrobky nazvaný Der Gang durchs Leben (Cesta životem) představoval jednotlivé etapy lidského života: Dětství, Dění a činnost v rodném domě, Cesta do školy, Odchod z rodného domu, Založení vlastního obchodu, Zásnuby, Sňatek, Dobročinná činnost, Úmrtí v rodině a Vzpomínka na mrtvého.
Suterén tvoří prostorná krypta, do které vede zpoza oltářní mensy levotočivé kamenné schodiště, jehož stěny jsou obloženy glazovanými cihlami. Stěny zdobí modrozlatá mozaika tvořená malými kousky skla, přičemž středové části dominuje zlatá barva a výklenkům modrá. V klenbě jsou umístěna modrobílá vyobrazení andělů. Osvětlení zajišťovalo šest elektrických světel a kruhový otvor v klenbě. Nejvýraznějším prvkem krypty je patnáctitunový sarkofág vyrobený ze čtyř kusů černo-zeleného mikulášovického doleritu (lom Johanna Neumanna v dolních Mikulášovicích), jenž zhotovil šluknovský kameník Viktor Schleicher. Zinkové rakve uložené v kryptě jsou poničené.

## Okolí
Severně od Dittrichovy hrobky se rozkládá městský hřbitov vybudovaný v letech 1881–1882. Jeho součástí je novoklasicistní hřbitovní kaple dokončená roku 1882. Jižně a západně se nachází městský park vybudovaný současně s hrobkou. Jeho součástí jsou například altánky, odpočinková místa či rybníčky. Celkovou revitalizací prošel v letech 2004–2006. Severovýchodním směrem stál starokatolický kostel Spasitele vysvěcený roku 1901 a zbořený roku 1971.

## Galerie

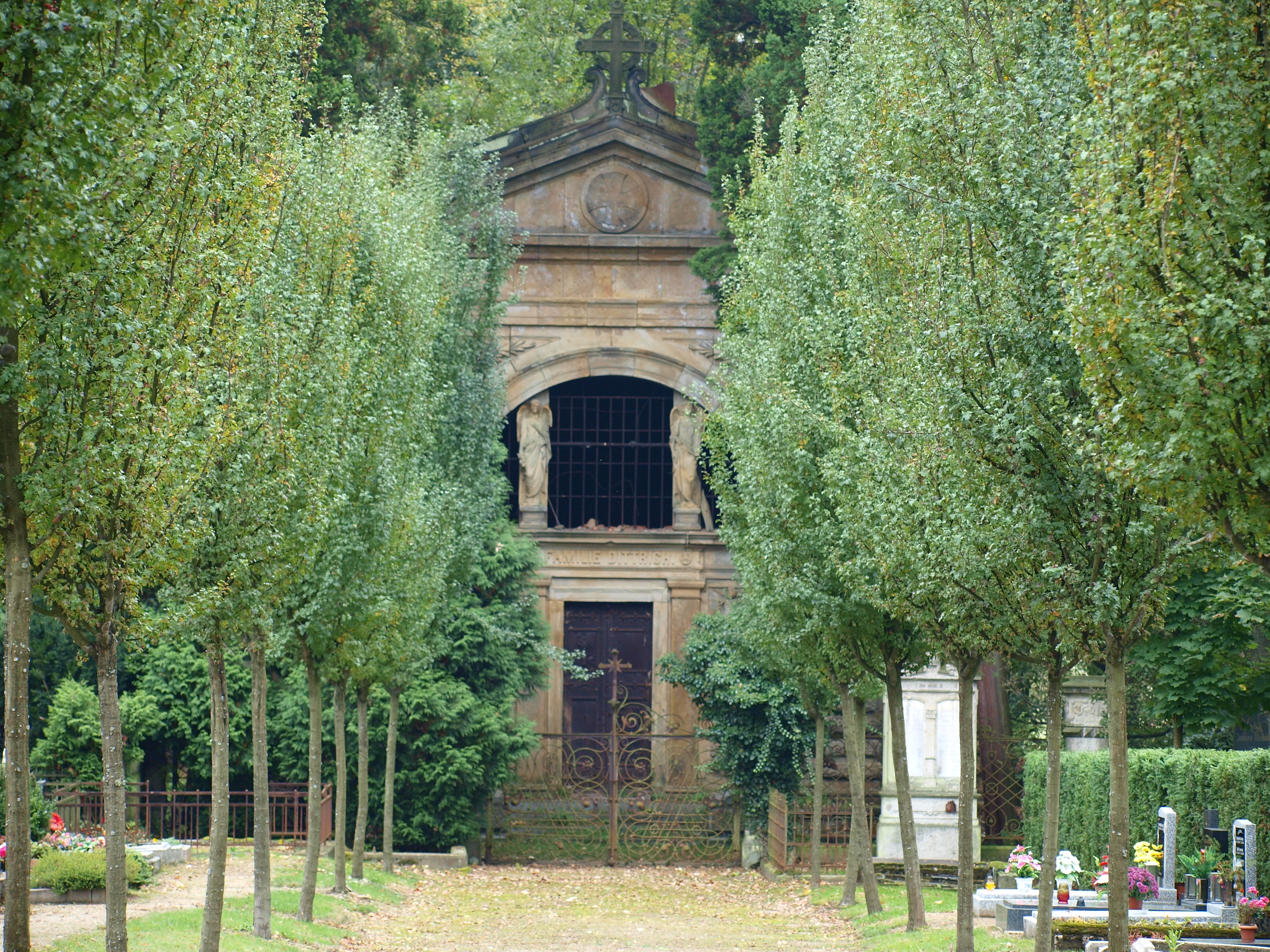
Průčelí hrobky
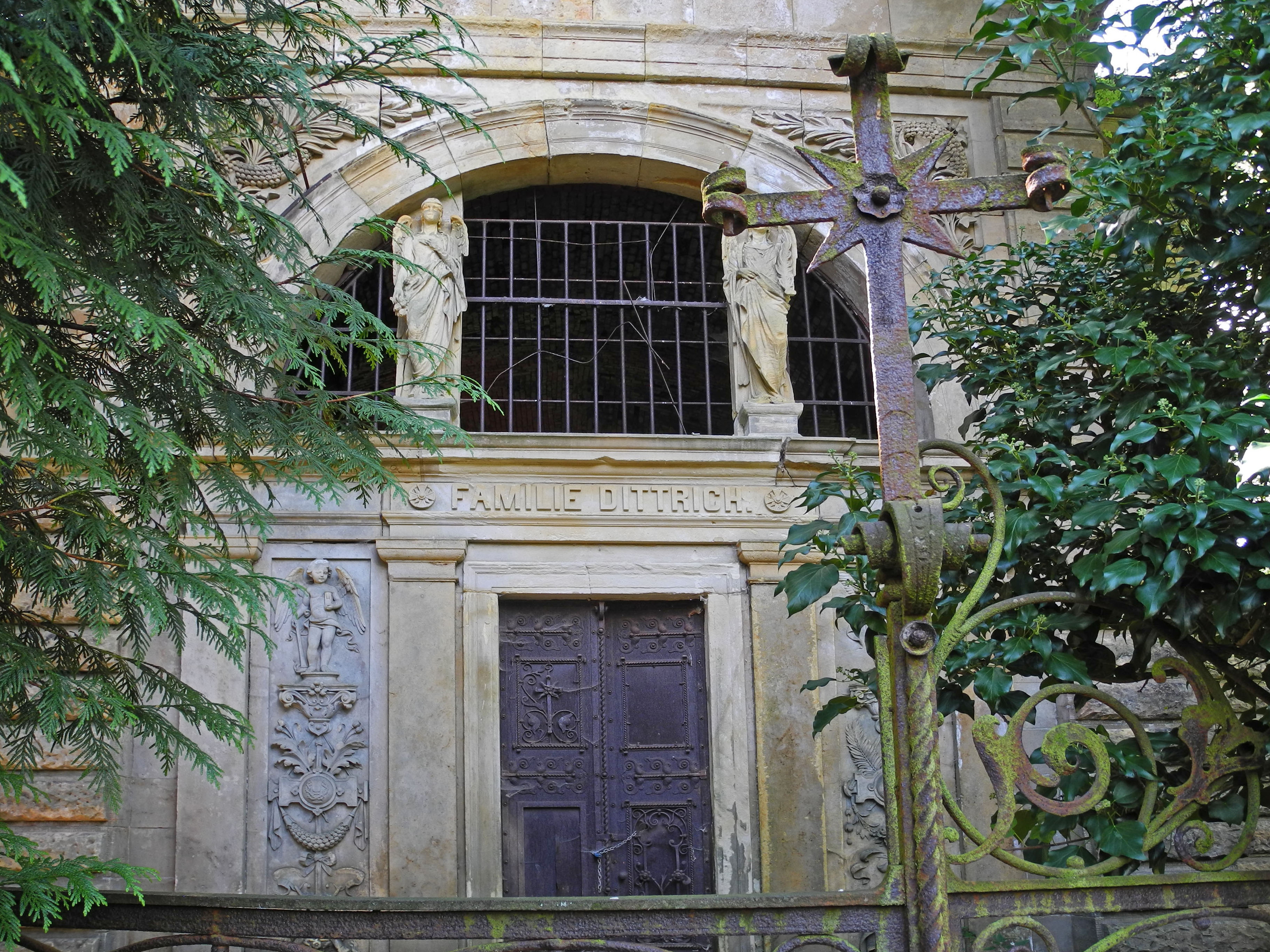
Detail průčelí
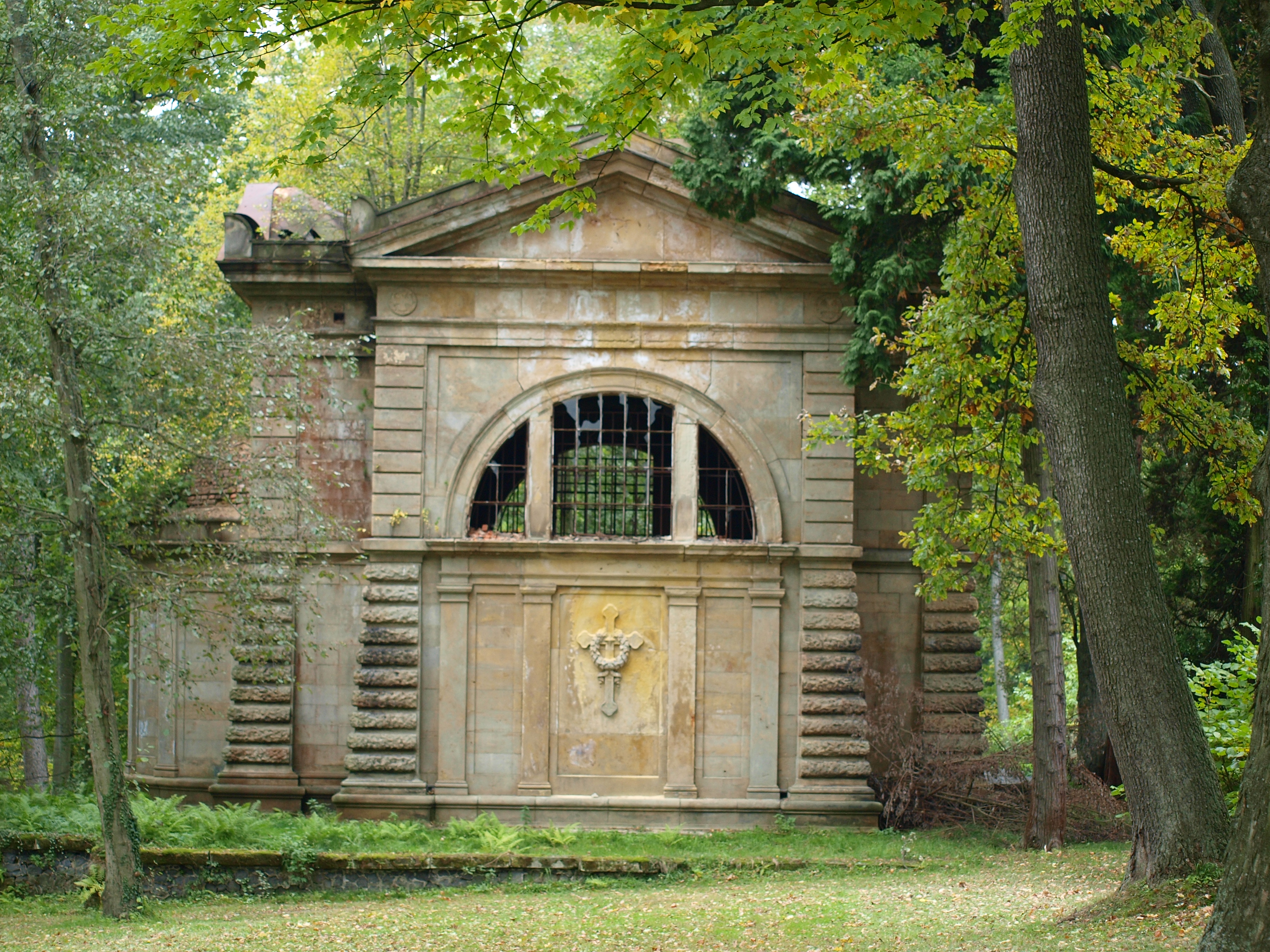
Východní stěna
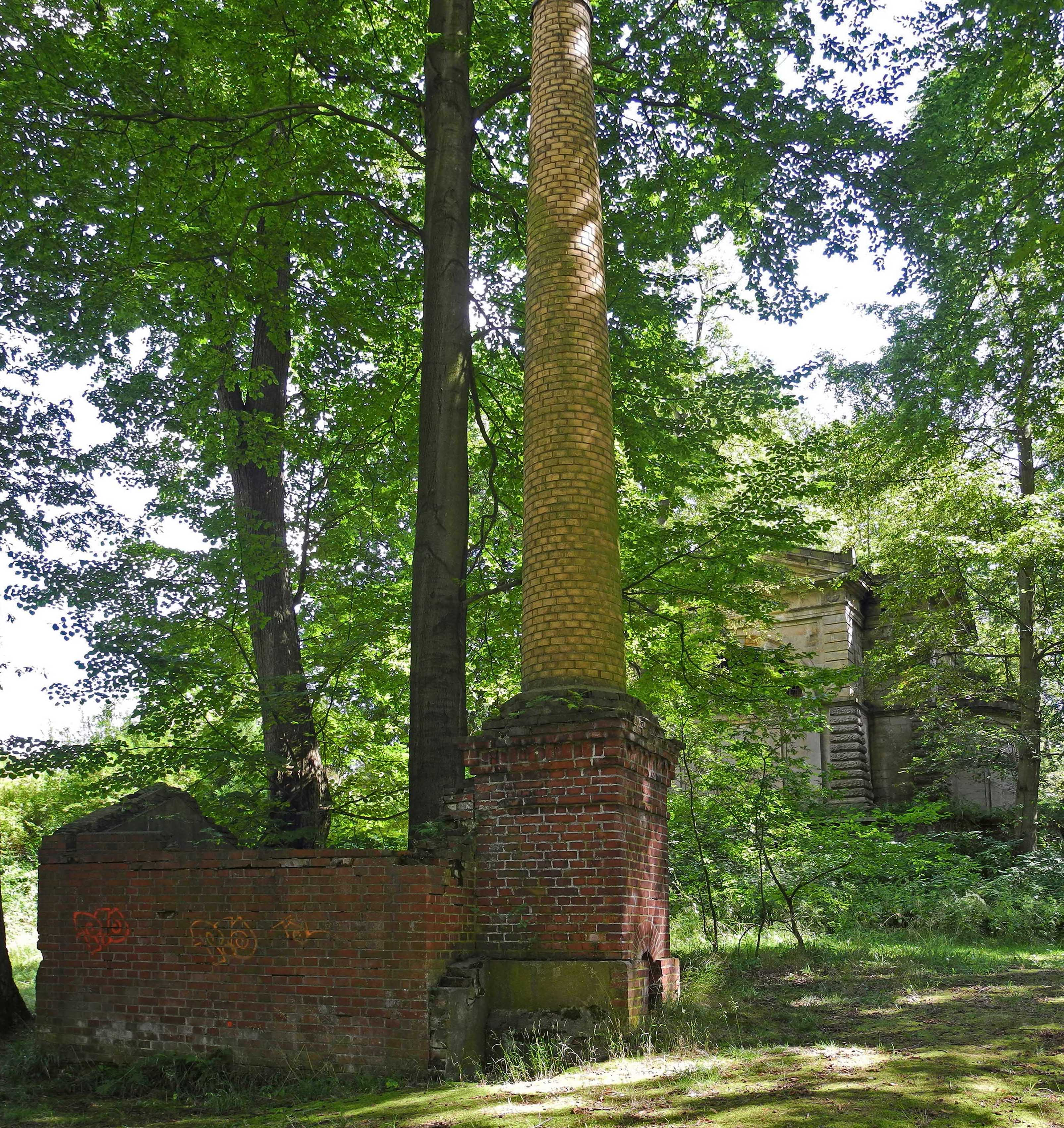
Kotelna